# 陈晓东 (材料学家)
陈晓东新加坡材料学家，南洋理工大学教授，2018年至2024年期间，他连续七年被 Web of Science 列为材料科学领域被引用次数最多的研究人员之一。陈晓东在柔性电子、表界面化学、纳米生物界面及能源转化领域的研究具有国际影响力，成果广泛应用于智能传感、生物电子及负碳技术等领域。

## 教育背景
陈晓东于1995年自福建省莆田第一中学毕业，同年考入福州大学化学系，成为该校首批国家理科化学基地班学员。1999年获得福州大学理学学士学位后，进入中国科学院化学研究所深造，2002年获物理化学硕士学位。2006年在德国明斯特大学完成博士学业，随后在美国西北大学化学系从事博士后研究。。

## 奖项荣誉
- 2021年，获得新加坡总统科学奖[6]
- 2022年，当选新加坡国家科学院院士[7]
- 2024年，当选德国利奥波第那科学院院士[8]
- 2025年，当选英国皇家学会会士[9]